# European Journal of Archaeology
Das European Journal of Archaeology ist das Publikationsorgan der European Association of Archaeologists (EAA).

## Geschichte und Ziele
Die Zeitschrift erscheint seit 1993, die Bände 1–5 wurden bis 1997 unter dem Namen Journal of European Archaeology veröffentlicht.
Ziel der Zeitschrift ist die Förderung des wissenschaftlichen Austauschs im archäologischen Umfeld über ein neues Verständnis von Europa und die diesbezügliche Interpretation archäologischer Funde und Befunde. Neben wissenschaftlichen Fragen sollen die Position der Archäologie in der Gesellschaft, die Organisation der archäologischen Forschung in Europa und damit verbundene ethische Probleme diskutiert werden. 

## Herausgeberin und Erscheinungsweise
Herausgeberin ist seit 2019 Catherine J. Frieman von der Australian National University, als Nachfolgerin der Herausgeber Robin Skeates von der University of Durham (2010–2019) und Alan Saville von den National Museums Scotland (2004–2010).
Die Zeitschrift erscheint bei der Cambridge University Press. Pro Jahrgang werden vier Hefte herausgegeben.
Die Zeitschrift ist peer-reviewed, die Beiträge werden also vor einer Veröffentlichung durch andere Wissenschaftler begutachtet. 
Zusätzlich zu der Zeitschrift gibt die EAA zweimal im Jahr einen Rundbrief (The European Archaeologist) heraus.